# Rèquiem (Lachner)
El Rèquiem en fa menor per a quatre veus, cor i orquestra, op. 146, fou compost per Franz Lachner el 1856. Una edició revisada del Rèquiem va aparèixer el 1872, sembla que va tenir èxit perquè es va interpretar en diverses ocasions.

## Origen i context
Franz Lachner va assumir el càrrec de director de l'òpera de la cort de Múnic el 1836. Va exercir com a professor i director d'orquestra durant 33 anys, destacant com a mestre de Josef Rheinberger, el seu alumne més reconegut. La seva producció musical inclou una selecció modesta de música de cambra, sis òperes, vuit simfonies, set suites orquestrals, un oratori, vuit misses i un rèquiem. Tanmateix, la mort del seu mecenes, Maximilià II de Baviera, i l'ascens de Lluís II, un fervent seguidor de Richard Wagner, van marcar el final de la carrera de Lachner. Tot i que va viure encara 23 anys més, les seves composicions van ser gairebé totalment oblidades i poques vegades interpretades. Després de gairebé 27 anys dedicats a compondre obres sacres exclusivament a capella, El Rèquiem de Lachner destaca com una fita singular i una excepció dins la seva trajectòria creativa.
L'oblit va arribar fins al punt que va arribar un enregistrament fins a l'any 2006. Potser hi va tenir a veure el fet que es necessitava l'ús d'una gran orquestra i les interpretacions no es podien fer en un entorn religiós, sinó en una sala de concerts.
Compost el 1856 per commemorar el centenari del naixement de Mozart, és un homenatge a la seva admiració per Mozart, encara que les interpretacions del rèquiem dels dos compositors divergeixen notablement. El Rèquiem de Lachner és una obra de gairebé una hora que comparteix l'espai emocional del Requiem de Mozart. El de Lachner és rigorós en la seva harmonia, sobri en el seu to, amb un contrapunt ric en les seves veus, i una tonalitat fosca, però sorprenentment expressiva en el seu impacte. Tot i que no arriba a la profunditat espiritual de Mozart o Brahms ni a la intensitat dramàtica de Berlioz o Verdi, la seva sinceritat conservadora el situa com una obra important dins de la música alemanya del segle xix.